# 刘集汉
拿督刘集汉；1925年6月27日—2016年6月7日），马来西亚从政者，为马华公会前副总会长。他也曾担任沙亚南国会议员（1974－1986）及马来西亚贸易及工业部副部长。他曾经担任的其他职务也包括马来西亚驻美国大使、拉曼学院理事会主席、政府树胶研究院署理统制官、移民庭助理统制官、农业部署理常务秘书、马华公会首都直辖区联委会主席。刘氏在霹雳州峇眼色海出世，毕业于马来亚大学经济系。